# Readgeek
Readgeek es un sistema de recomendación de libro en línea y servicio de catalogación social lanzado en diciembre de 2010. El sitio web permite buscar a los usuarios los libros que encajan a su gusto individual. Eso se basa en el uso de varios algoritmos. Tomando en cuenta índices y metadatos de previos libros leídos, aquellos algoritmos ayudan a aprender sobre unas preferencias de usuarios. El servicio sugiere libros que otros usuarios con gustos similares han disfrutado, más que ofrecer solamente libros similares a los libros puntuados.
Es el primer sitio web que ofrece a los usuarios una predicción de cuánto les gustará casi cualquier libro. Los usuarios también pueden crear listas de libros, discusiones de libro y seguir las actividades de otros usuarios. La compañía estuvo invitada en 2016 por la Asociación de Editores General Holandesa a un concurso de innovación en campo de startups en la industria editorial. Las oficinas del sitio web están en Berlín, Alemania.